# Stazione di Bologna Santa Rita
La stazione di Bologna Santa Rita è una fermata ferroviaria posta sulla linea Bologna-Portomaggiore, a Bologna.
La stazione si trova nel tratto urbano della linea, nel territorio del quartiere San Vitale, ed è direttamente accessibile da via Massarenti e via Scandellara.

## Storia
La fermata, originariamente denominata Bologna Ghiberti, venne attivata il 31 maggio 1987, contemporaneamente ad altre due fermate, così da aumentare l'importanza della linea per il trasporto urbano.
Dall'11 dicembre 2022 la stazione è priva di traffico ferroviario, per via dei lavori di parziale interramento della tratta ferroviaria Bologna Zanolini-Bologna Roveri. Al momento dell'avvio dei lavori, il termine del cantiere, con la conseguente riattivazione del traffico ferroviario, è stato preannunciato per il 30 giugno 2025.

## Strutture e impianti
La fermata conta un unico binario, servito da un marciapiede fornito di pensilina.

## Movimento
È servita dai treni regionali delle relazioni Bologna Centrale – Budrio e Bologna Centrale – Portomaggiore, appartenenti alla linea S2B (Bologna Centrale - Portomaggiore) del servizio ferroviario metropolitano di Bologna.
I treni sono svolti da Trenitalia Tper nell'ambito del contratto di servizio stipulato con la regione Emilia-Romagna.
A novembre 2013, l'impianto risultava frequentato da un traffico giornaliero medio di 91 persone.
A novembre 2019, la stazione risultava frequentata da un traffico giornaliero medio di circa 153 persone (87 saliti + 66 discesi).

## Servizi
La fermata è dotata di un sottopasso ciclopedonale.

## Interscambi
- Fermata autobus